# Малокутищанська волость
Малокутищанська волость — історична адміністративно-територіальна одиниця Вінницького повіту Подільської губернії з центром у селі Малі Кутища. 1914 року волосний центр переведений в Люлинці, а волость перейменована на Люлинецьку.

## Склад
Станом на 1885 рік складалася з 26 поселень, 22 сільських громад. Населення — 15033 осіб (7171 чоловічої статі та 7862 — жіночої), 1399 дворових господарства.
|                     | Площа, десятин | У тому числі орної, дес. |
| ------------------- | -------------- | ------------------------ |
| Сільських громад    | 15018          | 13074                    |
| Приватної власності | 19992          | 12035                    |
| Іншої власності     | 830            | 578                      |
| Загалом             | 35840          | 25687                    |

Основні поселення волості:
- Малі Кутища — колишнє власницьке село при річці Самець за 50 верст від повітового міста, 669 осіб, 93 дворових господарства, православна церква, школа, постоялий будинок. За 5 версти — винокурний завод із водяним млином.
- Антонопіль — колишнє власницьке село при річці Самець, 349 осіб, 71 дворове господарство, каплиця, постоялий будинок.
- Великі Кутища — колишнє власницьке село при річці Самець, 241 особа, 35 дворових господарств, православна церква, постоялий будинок, водяний млин, винокурний завод.
- Великий Острожок — колишнє власницьке село при річці Пшінка, 1007 осіб, 140 дворових господарств, православна церква, костел, школа, постоялий будинок, лавка, 2 кузні, водяний млин.
- Вишенька — колишнє власницьке село, 816 осіб, 99 дворових господарств, православна церква, школа, постоялий будинок, водяний млин.
- Глинськ — колишнє власницьке село, 1463 особи, 242 дворових господарства, православна церква, школа, постоялий будинок, водяний млин.
- Клітенка — колишнє власницьке село, 471 особа, 66 дворових господарств, православна церква, постоялий будинок, 2 водяних млини.
- Кропивна — колишнє власницьке село при річці Снітка, 713 осіб, 98 дворових господарств, православна церква, постоялий будинок, водяний млин.
- Кустовецька Слобода — колишнє власницьке село, 494 особи, 53 дворових господарства, православна церква, школа, постоялий будинок.
- Кустівці — колишнє власницьке село, 1119 осіб, 130 дворових господарств, православна церква, школа, постоялий будинок.
- Люлинці — колишнє власницьке село, 500 осіб, 89 дворових господарств, православна церква, школа, постоялий будинок, 2 водяних млини.
- Лемешівка — колишнє власницьке село, 661 особа, 108 дворових господарств, православна церква, католицька каплиця, постоялий будинок, водяний млин.
- Малий Острожок — колишнє власницьке село, 279 осіб, 38 дворових господарств, православна церква, постоялий будинок, 2 водяних млини.
- Мончинці — колишнє власницьке село при річці Самець, 527 осіб, 76 дворових господарств, православна церква, школа, постоялий будинок, лавка, 2 водяних млини.
- Немиринці — колишнє власницьке село при річці Самець, 604 особи, 87 дворових господарств, православна церква, постоялий будинок, лавка, водяний млин.
- Попівка — колишнє власницьке село при річці Самець, 468 осіб, 69 дворових господарств, каплиця, школа, постоялий будинок, вітряний млин.
- Радівка — колишнє власницьке село при річці Пустолова, 669 осіб, 92 дворових господарства, православна церква, школа, постоялий будинок, водяний млин.
- Райки — колишнє власницьке село при річці Самець, 299 осіб, 44 дворових господарства, школа, постоялий будинок, 2 водяних млини.
- Ступник — колишнє власницьке село при річці Снітка, 925 осіб, 164 дворових господарства, православна церква, школа, постоялий будинок.